# Shupenzë
Shupenzë is na de gemeentelijke herinrichting van 2015 een deelgemeente (njësitë administrative përbërëse) van de Albanese stad (bashkia) Bulqizë. De woonkernen van Shupenzë zijn Bllacë, Boçevë, Gjuras, Homesh, Kovashicë, Mazhicë, Okshatinë, Shtushaj, Shupenzë, Topojan, Vlashaj en Zogjaj,

## Bevolking
Volgens de volkstelling van 2011 telt de deelgemeente Shupenzë 5.503 inwoners, een fikse daling vergeleken met 6.847 inwoners in het jaar 2001. De meeste inwoners zijn etnische Albanezen (98%), maar er woont ook een relatief kleine Roma-bevolking (<1%).
Van de 5.503 inwoners zijn er 1.597 tussen de 0 en 14 jaar oud, 3.474 inwoners zijn tussen de 15 en 64 jaar oud en 432 inwoners zijn 65 jaar of ouder.

#### Religie
De islam, vooral het soennisme, is de grootste religie (93%) in Shupenzë. Minderheden zijn bektashi of christen. 
| Plaats   | Bevolking (2011) | Islam (%)    | Katholiek (%) | Orthodox (%) | Bektashisme (%) |
| -------- | ---------------- | ------------ | ------------- | ------------ | --------------- |
| Shupenzë | 5.503            | 5.131 93,24% | 15 0,27%      | 2 0,04%      | 78 1,42%        |